# Linia kolejowa 29 Székesfehérvár – Tapolca
Linia kolejowa 29 Székesfehérvár – Tapolca – linia drugorzędna na Węgrzech. Jest to linia jednotorowa, niezelektryfikowana. Z turystycznego punktu widzenia jest bardzo ważna, ponieważ łączy północny brzeg Balatonu i Budapeszt z prawie wszystkimi regionami kraju. Północnym brzegu boomu Balaton przyniósł budowę linii kolejowej. Prędkość z jaką mogą się poruszać pociągi wynosi 80 km/h.